# 弗里肖夫·塞伦
弗里肖夫·塞伦（挪威語：Frithjof Sælen，1892年8月5日—1975年10月8日），挪威男子竞技体操运动员。他曾代表挪威获得1912年夏季奥运会体操比赛男子团体自由式金牌和1920年团体自由式银牌。